# Martina Basile
Martina Basile, née le 13 octobre 2002 à Rome, est une gymnaste italienne.

## Biographie
Lors des championnats d'Europe 2016 disputés à Berne, elle remporte deux médailles, le bronze lors du concours général individuel, puis l'argent lors du saut de cheval. L'année suivante, elle remporte deux médailles aux Jeux méditerranéens juniors de Guadalajara, l'or de la compétition par équipes et le bronze du concours général individuel.
Elle remporte le titre du concours du par équipes lors des Jeux méditerranéens de 2018.